# Parornix kumatai
Parornix kumatai là một loài bướm đêm thuộc họ Gracillariidae. Nó được tìm thấy ở Daghestan và vùng Viễn Đông Nga.
Ấu trùng ăn Crataegus maximowiczii. Chúng có thể ăn lá nơi chúng làm tổ.